# Première année du premier cycle d'études médicales en France
 (février 2010).
Pour un article plus général, voir Études de médecine en France.
En France, la première année du premier cycle des études de médecine (nom abrégé en « PCEM1 » ou plus familièrement « P1 ») était la voie de passage obligatoire aux aspirants médecins, sages-femmes et dentistes et masseurs-kinésithérapeutes. Très théorique et dépourvue de réel aspect médical, cette année se concluait par un concours très sélectif [non neutre]. 
À la rentrée universitaire de 2010, la PCEM1 est remplacée par la première année commune aux études de santé (abrégée PACES).
Le nombre d'étudiants autorisés à accéder à la deuxième année de ce premier cycle était fixé annuellement par arrêté conjoint des ministères français de la Santé et de l'Enseignement supérieur. Cet arrêté précisait le nombre d'étudiants autorisés à accéder en deuxième année au niveau national, ainsi que leur répartition entre les différentes facultés de médecine. 
Il était notamment d'usage que certaines facultés de médecine réservent des places complémentaires à destination des étudiants de première année titulaires d'un diplôme paramédical et pouvant attester de deux années d'exercice professionnel. Les étudiants issus des pays n'appartenant pas à l'Union Européenne devaient figurer dans le classement du numerus clausus en sachant que comme dans le cas des étudiants-officiers du service de santé des armées (ESSA) à Lyon, le numerus clausus était majoré du nombre de places égal au nombre de ces étudiants classés.

## Numerus clausus
(juillet 2020).
Fixé annuellement par voie d'arrêté, le nombre global d'étudiants autorisés au niveau national à accéder à la deuxième année est inchangé depuis 2008 et pour une durée de 5 ans. De 2008 à 2010, les composantes des grandes agglomérations voyaient leur nombre de places réduit au profit des composantes de province. En 2011, le numerus clausus était quasiment égal à celui de 2010, même au niveau de la répartition entre les composantes. À titre d'exemple, le numerus clausus était de 310 places à l'UFR de médecine de l'université Paris VI, pour environ 2400 candidats. 

### Reçus-collés
L'entrée en deuxième année (en abrégé PCEM2 ou P2) se faisant sur concours, le numerus clausus implique que certains étudiants ne peuvent être admis en 2e année bien qu'ils aient la moyenne générale (c'est-à-dire supérieure à 10/20) : on les appelle les reçus-collés. Ces étudiants peuvent faire valoir leurs résultats de 1re année pour obtenir une équivalence permettant d'entrer le plus généralement en 2e année de biologie. Certaines facultés autorisent le passage en 2e année de licence de physique, de chimie ou l'intégration de cursus bidisciplinaires comme "Physique-Mathématiques" et "Chimie-biochimie".
Seul le métier de kinésithérapeute a été ajouté comme débouché de cette année de sélection, mais le Ministère de la santé remet en cause ce mode de recrutement. Il résulte en effet de conventions locales entre certaines écoles de kiné et les UFR de médecine. 
Toutefois, certaines écoles paramédicales privées exigent un classement en 1re année pour leur admission, sans que cela ne soit officiel. 
À l'instar des autres filières, les unités de formation et de recherche de médecine pourraient également devoir appliquer la réforme LMD au secteur santé : les kinésithérapeutes et les ergothérapeutes réintégreraient leurs écoles, en revanche la première année de pharmacie, de maïeutique et de dentaire serait partiellement commune à la première année de médecine. Pour plus d'informations, consulter l'article L1 Santé.

## Problématiques

### Sélection
Par son rôle de sélection, la 1re année apparaît comme une année extrêmement difficile d'un point de vue psychologique. Dans certaines villes, le nombre d'étudiants d'une même promotion peut atteindre 3 000 personnes pour un nombre de places disponibles de 350 uniquement, les chances de réussite étant donc légèrement supérieures à 10 %. Dès lors, elle est vécue par la plupart des étudiants en médecine comme une expérience particulière de travail intense pendant huit mois. 

### Cours en amphithéâtre
L'année universitaire 2006-2007 a vu l'unité de formation et de recherche de médecine de Grenoble supprimer les cours en amphithéâtre, remplacés par un enseignement sur DVD ; des séances de questions-réponses (quatre heures par semaine, par groupes de 150) permettent aux étudiants de rencontrer leurs enseignants. De même sont organisés des tutorats avec colles chaque semaine, débouchant sur un classement au niveau de toute la promotion. Les tutorats sont réalisés par les étudiants en DCEM1 et par les enseignants. Les étudiants n'ont que 8 heures de présence à l'université chaque semaine, posant des problèmes de solitude, induisant parfois un découragement, voire une dépression. Pour beaucoup, les cours en amphithéâtre restaient une bouffée d'oxygène quotidienne, permettant d'évacuer la pression, et de conserver un semblant de vie sociale. 
En effet, celui de Grenoble était réputé pour la bonne ambiance entre redoublants et primants, et la présence très faible de l'esprit concours. Une enquête menée par l'administration dans la promotion 2005-2006 montrait qu'environ 80 % de celle-ci était satisfaite des cours en amphithéâtre. La réforme sur ce point rend l'année encore plus pénible. À noter que ce principe inclut des cours pendant les vacances et les jours fériés. Cependant le DVD est présenté comme un moyen pour permettre à chaque étudiant d'être à égalité quant à la qualité de la prise de notes (par opposition aux amphithéâtres qui ont la réputation d'être un lieu ou les primants arrivent difficilement à suivre le cours). La réforme des tutorats quant à elle rend inutiles les « prépas » privées en rendant les mêmes services que celles-ci. D'autres universités s'intéressent à ce système qui remet en cause tout un système éducatif.

### Prépas
Depuis plusieurs années se développent des organismes privés à but lucratif appelés « prépas » (habituellement utilisé pour les classes préparatoires aux grandes écoles) ou « écuries ». Il s'agit d'un soutien scolaire, durant la 1re année, parfaitement indépendant de l'enseignement universitaire et des professeurs, et offrant la possibilité aux étudiants qui s'y inscrivent de s'entraîner à des concours blancs et d'être classés parmi leurs camarades. 
Ces « prépas » sont souvent sujettes à controverse quant à leurs prix jugés excessifs et à leur efficacité. L'unité de formation et de recherche de médecine de l'université Lyon-I a décidé de développer un atelier de suivi pédagogique à destination des étudiants de 1re année : des séances d'auto-évaluation avec un logiciel spécialisé, Pédagogic@, leur sont proposées chaque semaine sur un enseignement spécifique (anatomie, biochimie, biologie cellulaire, biologie moléculaire, histologie, physiologie). Un tutorat encadré par des tuteurs d'années supérieures permet ensuite à chaque étudiant de poser ses questions, comme ce qui se fait à l'Université de Poitiers, l'Université Pierre-et-Marie-Curie, Bordeaux 2 ou bien encore à l'université de Lille II Henri-Warembourg.